# Récif Jouan
Le récif Jouan est un récif corallien de Nouvelle-Calédonie située à environ 7 km au nord-ouest de l'île de Lifou dans les îles Loyauté.

## Géographie
Le récif, principalement submergé en dehors d'une petite partie émergée située au sud-est, fait 2,7 km de longueur et environ 0,6 km de largeur maximales, constituant deux plateaux ovales, avec une petite passe située en son centre. Il est une partie émergée de la ride des Loyauté reliant Lifou à Ouvéa.

## Histoire
Probablement connu depuis le passage de Jules Dumont d'Urville en 1827 dans les eaux de Lifou, il est assurément notifié dans les annales maritimes de Nouvelle-Calédonie à la fin XIXe siècle sous son nom de récif Jouan – voire précédemment en tant que récif Henderson.